# Shuriken School
Shuriken School is een Frans-Spaanse animatieserie die uitgezonden werd op Jetix (later  Disney XD) en later op  Disney Channel, NPO Zapp en Ketnet (Vlaanderen). De serie gaat over twee ninjascholen: De Shuriken School, waar het verhaal zich eigenlijk afspeelt, en de Katana school, de rivaliserende school van Shuriken.

## De serie
Shuriken School is geen gewone school. Het is een school waar je Ninjutsu krijgt. Ninjutsu is, in de serie, de vechterskunst die ninja's gebruiken. Ze leren bijvoorbeeld tegen muren op te rennen en zich bliksemsnel te bewegen.
Maar natuurlijk ook hoe je met elkaar omgaat, omdat heel veel kinderen uit andere landen komen (Mexico en Frankrijk bijvoorbeeld) leren ze ook veel culturen. Shuriken is een grote familie.
De serie speelt zich af in een stad in Japan, Tokirohama. De leerlingen komen echter van over de hele wereld.

## Personages

### Leerlingen
- Eizan Kaburagi: Eizan is eigenlijk een sulletje en heel onhandig. Ze zeggen ook van hem dat hij niet echt atletisch is, wat toch een probleem is om ninja te worden. Er gaan ook geruchten dat hij op Okuni verliefd is, maar dat is niet zo. Hij kan wel goed rijstballetjes maken, waar hij echter een hekel aan heeft. Nederlandse stem onbekend
- Okuni Dohan: Okuni is de slimste van het stel. Ze kan aardig zijn, maar meestal is ze erg prikkelbaar en dan moet je oppassen. Het grootste slachtoffer is Daisuke. Verder is Okuni er handig en houdt erg veel van boeken en springtouwen. Nederlandse stem: Rosanne Thesing
- Jimmy B.: Jimmy is afkomstig van een rijke familie uit New York. Hij is niet erg slim, maar wel een echte skaterboy. Net als Daisuke is hij vaak verliefd. Hij heeft ook een week lang op de Katana school gezeten, totdat hij daarvandaan vluchtte. Zijn vijand is Bruce van de Katana school, maar of het nou echt vijanden zijn... Hij is altijd in voor een grap, maar kan ook best serieus zijn en laat vrienden meestal niet in de steek. Nederlandse stem: Mitchell van den Dungen-Bille
- Nobunaga: Nobunaga komt uit een familie van sumoworstelaars, daarom heeft hij ook de omvang van een sumoworstelaar. Hij is heel aardig en is dol op eten. Nederlandse Stem: Jimmy Lange
- Ami Saeki: Ami houdt heel erg veel van zichzelf. Ze tut zichzelf almaar op en is nogal verwend, maar als het moet helpt ze graag mee. Haar uiterlijk is gebaseerd op de Japanse tekenfilmmeid Sailor Moon. Nederlandse stem: Kirsten Fennis
- Daisuke Togakame: Daisuke is opgegroeid op straat. Hij is een grote uitslover en een lafaard. Hij is ook verliefd op elk meisje dat hij tegenkomt - maar vooral op Ami - wat ook een slechte eigenschap is. Hij is bijna nergens goed in, maar heeft wel 'iets' met naaien. Nederlandse stem: Huub Dikstaal
- Marcos Gonzalez: Marcos is een Mexicaan en is geboren in Mexico-Stad. Hij is op de vlucht geslagen voor de bende "De Drie Heiligen". Daarom heeft hij ook altijd zijn zonnebril op, waardoor hij echter niet zo geweldig goed kan zien. Hoewel hij wel een beetje paranoïde is, helpt hij toch zo goed als hij kan en laat hij zijn vrienden niet in de steek. Zijn beste vriend is Jacques. Nederlandse stem: Sander van der Poel
- Choki: Choki is opgevoed door Tibetaanse monniken. Van die monniken heeft hij geleerd hoe hij telepathische en telekinetische krachten moet gebruiken. Als hij ergens naartoe gaat, vliegt hij er meestal naartoe. Choki is erg slim, maar hij ligt altijd te slapen, dus ook onder de les. Nederlandse stem onbekend.
- Jacques Morimura: Jacques is Frans en geboren in Marseille. Hij is een diepzeeduiker en is ook erg handig met dingetjes maken. Hij loopt bijna altijd in zijn duikpak met flippers. Maar hij heeft soms ook wel andere dingen aan. Hij dacht eerst dat Shuriken school een duikschool was, maar nu hij weet dat het niet zo is, wil hij ook een ninja worden. Waarschijnlijk is zijn naam afgeleid van de beroemde duiker Jacques Cousteau, aangezien de serie in Frankrijk gemaakt is. Hij is een goede vriend van iedereen en hij laat vrienden ook niet in de steek als ze in nood zijn. Maar men zegt dat hij anderen niet snel vertrouwt en dat hij zelf ook een beetje onbetrouwbaar is. Ook wordt gezegd dat hij goed is in het bedriegen c.q. smoesjes bedenken. Hij is goed in duiken, zwemmen en zowat al het andere wat met water te maken heeft, maar kan eventueel ook dingen op het land. Hij is slim, lenig en snel. Soms heeft hij een oog dicht, maar dat is een zenuwtrekje. Zijn beste vrienden zijn Marcos, Choki, Pig en Nobunaga. Hij deelt zijn kamer met Choki en Pig, en in die kamer komen leerlingen ook altijd bijeen. Nederlandse stem: Trevor Reekers
- Pig: Pig is, zoals zijn naam al doet vermoeden, een varken. Hij speelt bijna ieder muziekinstrument en zegt nooit iets. Ook communiceert hij via de muziekinstrumenten, en soms ook via gezichtsuitdrukkingen of gebaren. Hij is een geweldige toneelspeler.
- Tetsuo Matsura: Tetsuo denkt dat hij alles al weet. Hij is echter een van de slechtste leerlingen van de school. Hij heeft een hekel aan de eersteklassers en vindt deze maar stomme baby's, maar eigenlijk is hij er zelf ook een. Nederlandse stem: Bart Fennis
- Yota Sugimura: Yota is een klein mannetje, een klikspaan en een meeloper. Hij is vreselijk klungelig en onhandig. Maar is goed in toneelspelen.

### Leraren en personeel
- Kubo Utamaro: Kubo geeft theorielessen, maar zijn lessen zijn zo saai... En hij maakt het nog erger door monotoon te praten en daardoor valt de hele klas altijd in slaap en hij heeft het ook nooit door. Hij is verliefd op Kita Shunai dat hij wel erg laat blijken. Hij heeft ook een zus, Nika heet zij. Nederlandse Stem: Sander de Heer
- Vladimir Keitawa: Vladimir, ook wel Vlad genoemd, komt uit Rusland.Hij is erg sterk, maar ook erg emotioneel. Hij is als een vader voor de meeste leerlingen en hij vertrouwt mensen veel te snel. Nederlandse stem: Sander de Heer
- Kita Shunai: Kita is erg goed met Japanse wapens. Ze heeft ook bij Katana gewerkt en ze wordt erg snel boos, maar verder kan ze toch best wel aardig zijn. Nederlandse stem: Hilke Bierman
- Directeur:De directeur van Shuriken is de beste ninja in de hele school, ondanks zijn lengte en leeftijd. Hij helpt de kinderen zoveel hij kan en hij is soms wel een beetje (erg) gierig als het op geld aankomt! Hij is trouwens allergisch voor huisdieren.

Nederlandse stem: Stef Feld
- Zumíchíto: Hij is de conciërge van de school en ook een oud-leerling. Hij kent dan ook alle geheimen en verhalen van Shuriken. En hij praat zijn mond nogal eens vaak voorbij. Ook maakt hij zijn verhalen erger dan ze zijn. Nederlandse stem: Rob van de Meeberg
- De schoonmaakster: Ze is honderdéén jaar oud en bliksemsnel, maar (bijna) niemand let op haar. Maar als je geen goed schoonmaakmiddel hebt verandert ze in een vuilnisgeest! Nederlandse stem: Paula Majoor

### Mensen van Katana
- Naginata: Naginata, de gezworen vijand van Eizan. Hij droomt ervan om Shuriken School te vernietigen! Deze meedogenloze ninja-leerling is de enige die de directeur onder ogen durft (en mag) komen. De directeur geeft hem en zijn vrienden zware en vreselijke opdrachten! Naginata oefent in het geheim duistere ninja-krachten en is daarom erg gevaarlijk. Nederlandse stem: Dieter Jansen
- Bruce Chang: Bruce is een jongen die supersnel kan rennen, omdat hij lenig is en atletisch is het voor hem niet zo moeilijk om een echte goede ninja te worden. Ook heeft ook een teddybeer, waar hij erg veel van houdt.Hij is heel erg braaf, maar ze zeggen dat hij gevoelloos is (behalve als het om zijn teddybeer gaat)...Hij is een goede ninja en ook de aardigste leerling van Katana.Hij heeft een grote mond en komt daardoor nog weleens snel in de problemen.En hij wordt weleens gepest door de andere leerlingen van Katana. Ze zeggen dat hij een eerlijke vechter is en zijn motto is: Denk niet na voor je iets doet! Hij heeft trouwens ook geen tweede gedachten.

Nederlandse stem: Jurre Geluk
- De Kimuratweeling: De Kimuratweeling zijn samen erg sterk, maar als ze alleen zijn, zijn ze niet meer zo stoer. Ze doen ook alles tegelijk en daarom is het moeilijk om ze te verslaan. Ze zijn (Net als Bruce) 10 jaar en ze hebben een hekel aan sommige meisjes, vooral aan Okuni.

Nederlandse stemmen: Trevor Reekers (alleen aflevering 17)
- Doku: Doku is een grote spierbonk. Maar hij is niet echt slim. Net als Bruce is hij ook niet echt gemeen maar door zijn enge uiterlijk is hij een aanwinst voor de Katanaschool.

Nederlandse stem: Huub Dikstaal
- Directeur van Katana: De directeur van Katana is een eng mens. Hij heeft een masker op en niemand weet hoe hij er in het echt uitziet. De enige die zijn kamer in mag komen is Naginata verder praat hij met iedere leerling via camera's en microfoons. Tegen wie hij het meest praat is zijn kuikentje Bertje. Nederlandse stem: Victor van Swaay
- Bertje: Bertje is het huisdier van de Directeur van Katana. Hij lijkt lief, maar is een duister ninja kuiken.

## Afleveringen
1. Catnap Burglar
2. Flip Flop of Fury
3. Vlad's Past
4. Class Photo
5. Winning Ninja
6. Lousy Labyrinth
7. Eizan's Shadow
8. An XXL Lie
9. Kubo's Mystery
10. The Demon and Mrs Clean
11. Cherry on the Cake
12. Super Ninja
13. Old School Ninjutsu
14. The Old Master
15. Okuni for President
16. Funny Chick
17. The Lost Treasure
18. Phantom of the Kabuki
19. The Saber and his Shadow
20. Shuriken School Secrets
21. The Big Illusion
22. Pop Star for a Day
23. The Master of Darkness
24. Detective Mania
25. Eyes Wide Shut
26. Dirty Riceballs